# Garrett Clayton
Garrett Clayton (Dearborn, Míchigan, 19 de marzo de 1991), es un actor, cantante y bailarín estadounidense. Es más conocido por interpretar a Tanner en la película original de Disney Channel Teen Beach Movie y su secuela Teen Beach 2.

## Primeros años y educación
Clayton nació en Dearborn, Michigan. Comenzó a actuar en Crestwood High School en Dearborn Heights, realizando en muchas de las producciones del club del drama. Más tarde asistió a la Universidad de Oakland donde estudió teatro musical.

## Carrera
Fue elegido en 2013 en el papel de Tanner en el musical de Disney Teen Beach Movie en el que interpreta a un surfista fresco que es "una mezcla entre Frankie Avalon y Link from Hairspray." La película es dirigida por Jeffrey Hornaday y fue filmada en Puerto Rico y fue estrenada por primera vez el 19 de julio de 2013. Es coprotagonizada de Ross Lynch, Maia Mitchell, y Grace Phipps.
En diciembre de 2012, Clayton apareció en la película Lifetime Holiday Spin, coprotagonizada por Ralph Macchio. Realizó el papel de Blake, un adolescente rebelde forzado a vivir con su padre después de que su madre muriera en un accidente automovilístico.
También ha hecho apariciones en Days of Our Lives y Shake It Up. Tuvo un papel recurrente en la segunda mitad de la primera temporada de The Fosters. En 2016, interpretó a la estrella porno gay Brent Corrigan en la película King Cobra, junto a James Franco y Christian Slater, y desempeñó el papel de Link Larkin en la película de NBC Hairspray Live!, que se emitió el 7 de diciembre de 2016. En 2017, interpretó el papel de Clayton Brady Mannion en la película de terror y thriller Don't Hang Up, que fue lanzado en cines el 10 de febrero de 2017.
El 20 de agosto de 2018, Clayton reveló que mantiene una relación con otro hombre desde hace años al explicar por qué decidió hacer la película Reach.
El 4 de septiembre de 2021, Garret contrajo nupcias con Blake Knight, su pareja desde años atrás 

## Filmografía
| Año  | Título                                      | Personaje          | Notas                                                       |
| ---- | ------------------------------------------- | ------------------ | ----------------------------------------------------------- |
| 2008 | The Tower                                   | Zombie             |                                                             |
| 2009 | Magic Mentah                                | Sander             |                                                             |
| 2010 | Virginia                                    | Niño Mormón #2     |                                                             |
| 2010 | Days of our Lives                           | Eli                | Episodio #1.11324                                           |
| 2010 | Shake It Up!                                | Dylan              | Temporada 1, Episodio 7                                     |
| 2011 | Love, Gloria                                | Tad                |                                                             |
| 2012 | The Oogieloves in the Big Balloon Adventure | Bailarín en Diner  |                                                             |
| 2012 | Holiday Spin                                | Blake              | Rol principal                                               |
| 2013 | The Fosters                                 | Chase              | Rol secundario                                              |
| 2013 | Teen Beach Movie                            | Tanner             | Protagonista: Disney Channel Original Movie                 |
| 2013 | Jessie                                      | Earl               | Episodio: "The Blind Date, the Cheapskate, and the Primate" |
| 2014 | The Fosters                                 | Chase              | Estrella invitada, 4 Episodios serie de TV ABC Family       |
| 2014 | Don't Hang Up                               | Brady Mannion      | Rol Principal                                               |
| 2015 | Teen Beach 2                                | Tanner             | Protagonista: Disney Channel Original Movie                 |
| 2015 | The Son Of Zoolander                        | Derek Zoolander Jr | Protagonista: Cortometraje junto a Nathalia Ramos           |
| 2016 | The Real O'Neals                            | Ricky              | Actor Invitado                                              |
| 2016 | King Cobra                                  | Brent Corrigan     | Protagonista                                                |
| 2017 | Back to the 90's                            | Boy Band Singer    | Corto                                                       |
| 2017 | Young Blood                                 | Jackson Stone      | Corto                                                       |
| 2018 | Between Worlds                              | Mike               |                                                             |
| 2018 | The Last Breakfast Club                     | Brian              |                                                             |
| 2018 | Reach                                       | Steve              | Rol Principal                                               |